# HK Pantera Minsk
Der HK Pantera Minsk war ein belarussischer Fraueneishockeyklub aus Minsk, der 2010 gegründet wurde und ab 2011 an der Elite Women’s Hockey League teilnahm. 2013 wurde die Finanzierung des Klubs eingestellt und der Klub später aufgelöst.

## Geschichte
Der belarussische Eishockeyverband beschloss 2010, im Rahmen des Entwicklungsprojekts für das belarussische Eishockey – welches bis zur Eishockey-Weltmeisterschaft der Herren 2014 lief – ein professionelles Fraueneishockeyteam zu gründen, das als Basis für die belarussische Nationalmannschaft dienen soll. Das erste Mannschaftstreffen erfolgte im August 2010 in einem Bergdorf, wo das Team bis zum Saisonbeginn trainierte. Im September 2010 bezog es seine Spielstätte im Sportkomplex Raubitschy.
Am 10. Juni 2010 erhielt der Verein die Spielgenehmigung für die offene lettische Frauen-Meisterschaft, an der bis dahin drei lettische und ein estnisches Team teilgenommen hatten. Im August 2010 erhielt der Verein zudem die Erlaubnis, an der Herren-Amateurmeisterschaft der Stadt Minsk teilzunehmen. Das erste offizielle Spiel von Pantera fand am 16. Oktober 2010 auf der Eisbahn des RZOP Raubitschy statt – Pantera unterlag im Rahmen der Stadtmeisterschaft dem Herren-Amateurteam Atlant mit 2:9. Der Spielbetrieb in der offenen lettischen Meisterschaft begann im November 2010 in der estnischen Stadt Kohtla-Järve, wo der HK Pantera Minsk die Mannschaft von Viru Sputnik mit 12:1 besiegte. Die Mannschaft des HK Pantera bestand zu diesem Zeitpunkt zum einen Teil aus jungen Spielerinnen der ersten Generation belarussischer weiblicher Eishockeyspieler, zum anderen Teil aus slowakischen und lettischen Nationalspielerinnen sowie einigen Spielerinnen mit russisch-belarussischer Doppelstaatsbürgerschaft.
Am Ende der Saison 2010/11 belegte der HK Pantera – mit 16 Siegen aus ebenso vielen Spielen – den ersten Platz in der lettischen Meisterschaft und qualifizierte sich damit für den European Women Champions Cup (EWCC).
In der Saison 2011/12 nahm Pantera an insgesamt drei Meisterschaften teil, der Elite Women’s Hockey League (EWHL), dem IIHF European Women Champions Cup und der offenen lettischen Meisterschaft. In der EWHL belegte Pantera am Ende der Saison 2011/12 den dritten Rang, den EWCC beendete das Team auf Platz zwei in der Gruppe B. In der folgenden Saison gewann der Verein die Meisterschaft der EWHL und belegte im EWHL Super Cup den zweiten Rang.